# Le Plessis-Robinson
Le Plessis-Robinson és un municipi francès, situat al departament dels Alts del Sena i a la regió de l'Illa de França. L'any 1999 tenia 21.618 habitants.
Forma part del cantó de Châtenay-Malabry i del districte d'Antony. I des del 2016, de la divisió Vallée Sud Grand Paris de la Metròpolis del Gran París.